# Albert Schneider (Rechtswissenschaftler)

Albert Schneider

Albert Schneider (* 17. Dezember 1836 in Riesbach; † 21. April 1904 in Zürich) war ein schweizerischer Rechtswissenschaftler und Romanist. Schneider war Professor der Rechte an der Universität Zürich und von 1890 bis 1892 deren Rektor. Er war Richter und Oberst des Militärkassationshofs sowie Mitglied und Präsident des Zürcher Kantonsrates.

## Leben

### Familie und Ausbildung
Albert war der Sohn von Rudolf Schneider (1811–1876). Sein Vater war Notariatspraktikant und später Landschreiber in Riesbach. Seine Mutter Dorothea (1811–1886) war eine geborene Kuffekam aus Oberhausen bei Kloten. Schneider besuchte die Schule in Riesbach und begann 1855 ein Studium der Theologie, wechselte aber schon nach dem ersten Semester das Studienfach und studierte nun Rechtswissenschaften an der Zürcher Universität und der Universität Berlin. Zu seinen Professoren in Zürich gehörten unter anderem Heinrich Dernburg und Eduard Osenbrüggen. In Berlin hörte er Vorlesungen von Friedrich Ludwig Keller, der grossen Einfluss auf ihn hatte. Er riet ihm auch, seine Studien in London und Paris fortzusetzen. 

### Beruflicher Werdegang
1858 promovierte Schneider an der Universität Zürich mit der Dissertation Ueber das concludente Stillschweigen nach römischem Rechte zum Dr. jur. 1860 bestand er das Prokuratorexamen und habilitierte sich ein Jahr später an der juristischen Fakultät der Zürcher Universität mit einer Habilitationsschrift über Römisches Erbrecht als Privatdozent.
Zunächst war er vor allem als Anwalt und später, ab 1866, als Richter am Obergericht sowie ab 1870 als Handelsrichter am Handelsgericht in Zürich tätig. 1878 erhielt Schneider als Nachfolger von Max Conrat eine ordentliche Professur für Römisches Recht an der Universität Zürich, die er bis zu seinem Tod ausübte. Er hielt Vorlesungen über Römische Rechtsgeschichte, die Institutiones Iustiniani aufbauend auf den Institutiones Gai, die Pandekten (Bestandteile des später so genannten Corpus iuris civilis), Zürcher Privat- und Zivilprozessrecht, Baurecht sowie Militärstrafrecht. Von 1890 bis 1892 übernahm er ausserdem das Rektorat der Universität. Seine Rektoratsrede Das Römische Recht in der Gegenwart wurde noch im gleichen Jahr veröffentlicht. Mit Aloys von Orelli ermutigte und unterstützte er die erste schweizerische Jurastudentin Emilie Kempin-Spyri zum rechtswissenschaftlichen Doktorat 1887 an der Universität Zürich. Er war Testamentsvollstrecker von Gottfried Keller.
Bereits seit 1862 war er für die Liberale Partei Mitglied im Zürcher Kantonsrat, dessen Präsidentschaft ihm ab 1890 übertragen wurde. Ab 1893 war er Mitglied des Grossen Stadtrates von Zürich und ab 1896 Präsident der Zürcher Kirchensynode. Als Militär war Schneider im Rang eines Obersts im Justizstab, Mitglied und zuletzt Präsident des Militärkassationsgerichtshofes. Für mehrere Jahre gehörte er dem Erziehungsrat an sowie der Aufsichtskommission des Gymnasiums. Ab 1873 war Schneider Mitglied der Kommission des Schweizerischen Idiotikon, 1893 als Präsident, und ab 1874 Mitglied der Musikkommission, deren Präsidentschaft er 1882 übernahm. Ehrenamtlich war er von 1869 bis 1899 als Kommissionsmitglied und Präsident des Hausverdienstvereins für Zürich und Umgebung tätig.
Im Sommer 1902 erkrankte Schneider schwer, so dass ihm der rechte Arm amputiert werden musste. Schnell gelang es ihm aber, sich als Linkshänder umzugewöhnen. Ab Sommer 1903 konnte er wieder Vorlesungen abhalten. In den Frühjahresferien 1904 unternahm er eine Reise nach Rom, von der er aber zum Semesterbeginn als Schwerkranker heimkehrte. Er starb am 21. April 1904, im Alter von 67 Jahren, in Zürich. Albert Schneider war seit 1862 mit Karolina Luise Meyer verheiratet. Ihre gemeinsame Tochter Ida Schneider war Mitbegründerin und erste Oberin der Schweizerischen Pflegerinnenschule mit Frauenspital.

### Schrifttum
Albert Schneider war Autor zahlreicher Fachveröffentlichungen. Sein Hauptwerk waren zwei grosse Kommentare zum schweizerischen Obligationenrecht und zum privatrechtlichen Gesetzbuch des Kantons Zürich, die er 1882 und 1888 veröffentlichte. Als Romanist verfasste er Römische Personennamen, die 1874 erschienen, sowie 1879 Die drei Scaevola Ciceros. Er war Mitautor für die Festschriften zu Ehren von Bernhard Windscheid, Rudolf von Jhering und Heinrich Dernburg. Als Rektor der Universität Zürich verfasste Schneider 1888 anlässlich des 800-jährigen Jubiläums der Universität Bologna eine Festschrift über den Zürcher Kanonikus und Kantor Magister Felix Hemmerlin an der Universität Bologna 1408–1412 und 1423–1424.
Zahlreiche kleine Arbeiten und Aufsätze publizierte er unter anderem in der Zeitschrift der Savigny-Stiftung für Rechtsgeschichte. Grosse Verdienste um die romanistischen Studien erwarb er sich, als er in den deutschen Zeitschriften, namentlich in der Kritischen Vierteljahresschrift für Gesetzgebung und Rechtswissenschaft, periodisch Bericht erstattete über die aktuellen Publikationen der italienischen Romanisten.

## Veröffentlichungen (Auswahl)
- Ueber das concludente Stillschweigen nach römischem Rechte. (Dissertationsschrift) Zürich 1858.
- Beiträge zur Kenntniss der römischen Personennamen. Zürich 1874.
- Die drei Scaevola Cicero’s. München 1879.
- Das Schweizerische Obligationenrecht sammt den Bestimmungen des Bundesgesetzes betreffend die persönliche Handlungsfähigkeit. Mit allgemeinfaßlichen Erläuterungen. Zürich 1882.
- Der Zürcher Canonicus und Cantor Magister Felix Hemmerli an der Universität Bologna 1408–1412 und 1423–1424. (Festschrift) Zürich 1888.
- Privatrechtliches Gesetzbuch für den Kanton Zürich. Auf Grundlage des Bluntschli’schen Kommentars. Zürich 1888.
- Der Prozess des C. Rabirius betreffend verfassungswidrige Gewaltthat. (Festschrift) Zürich 1889.
- Zur Geschichte der Flöte im Alterthum. Zürich 1890.
- Die neuesten römischen Ausgrabungen in der Schweiz. Zürich 1898.
- Die Berechnung der Fristen im römischen Recht. Zürich 1900.
- Die Zuständigkeit der militärischen Gerichte in der Schweiz. Basel 1901.
- Das zürcherische Erbrecht auf Grundlage des Bluntschli’schen Kommentars. Zürich 1901.